# Пахова грижа
Па́хова гри́жа (лат. hernia inguinalis; або—пахвинна грижа; в розм.—пахова кила) — патологічне випинання вмісту черевної порожнини через зовнішне пахове кільце пахового каналу в підшкірно-жирову клітковину передньої черевної стінки. Грижовим вмістом практично може бути будь-який орган черевної порожнини (великий чепець, петля кишки, грижова вода). У випадках виходження через грижові ворота органу (частини його), не вкритого очеревиною (зазвичай, січовий міхур) грижового мішку може не бути. Така грижа зветься ковзною. Серед усіх типів гриж, пахова грижа зустрічається найчастіше (66,8 %). Герніпластика пахової грижі — надзвичайно поширена хірургічна операція, щороку в тільки в США виконується понад 800 тис. оперативних втручань при цьому захворюванні.
Пахвинні грижі переважно виникають у чоловіків: приблизно 95 % — пацієнти чоловічої статі. Пожиттєвий ризик розвитку пахвинної грижі у чоловіків становить приблизно 27 %, тоді як у жінок цей ризик становить лише 3 %.

## Етіологія
Вважається, що пахові грижі мають як вроджену, так і набуту складову. Більшість гриж у дорослих вважаються набутими. Однак є докази того, що генетика також відіграє певну роль. Пацієнти з відомим сімейним анамнезом грижі мають принаймні в 4 рази більше шансів мати пахову грижу. Дослідження також показали, що певні захворювання, як-от хронічна обструктивна хвороба легень (ХОЗЛ), синдром Елерса-Данлоса та синдром Марфана, сприяють збільшенню частоти виникнення пахової грижі. Крім того, вважається, що підвищений внутрішньочеревний тиск, який спостерігається при ожирінні, хронічному кашлі, піднятті важких предметів і навантаженні через запор, також відіграє певну роль у розвитку пахової грижі.
Сприятливими для розвитку пахвинної грижі факторами є: незарощення піхвового відростка очеревини, атрофія жирової тканини в ділянці пахвинного каналу при зменшенні маси тіла, дегенерація м'язів при ожирінні, в похилому віці. Проходження в ембріональний період розвитку (в 6-8 міс. вагітності) через паховий канал яєчка, сім'яного канатика у чоловіків і круглої зв'язки матки у жінок створюють анатомічні передумови, які за певних обставин можуть спричинити розвиток грижі. Зарощення піхвового відростка до 7 місяців життя відбувається в 35 % випадків, до 12 міс — у 41 %, а у дорослих — у 90 %. При вродженій грижі елементи сім'яного канатика розміщені на задній стінці грижового мішка та сильно з ним пов'язані, яєчко лежить в стінці грижового мішка і його власна оболонка виступає в просвіт мішка.

## Класифікація

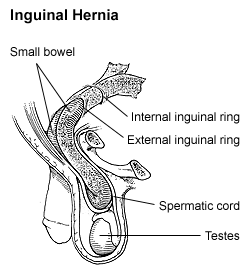
Схема косої пахової-калиткової грижі

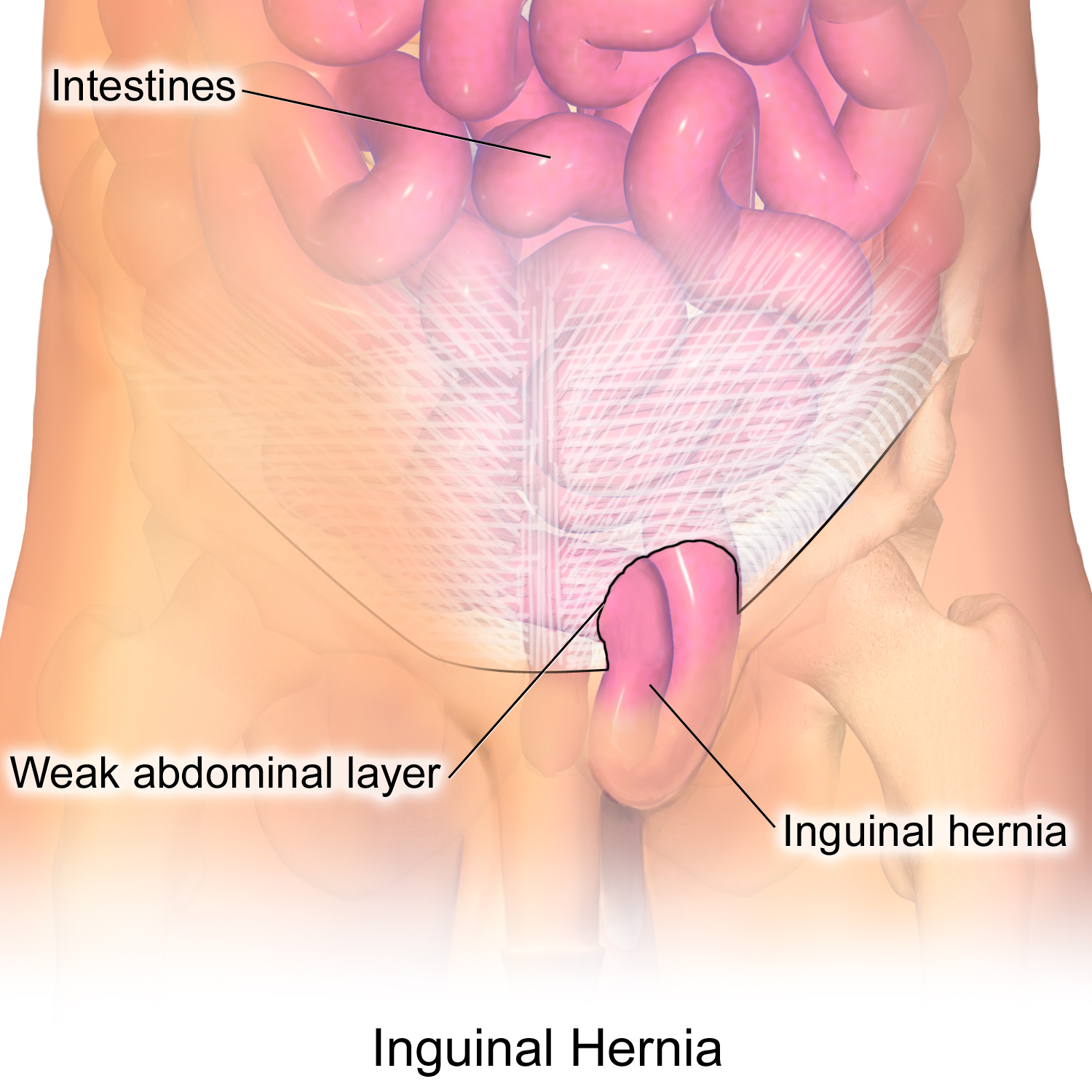
Формування пахової грижі

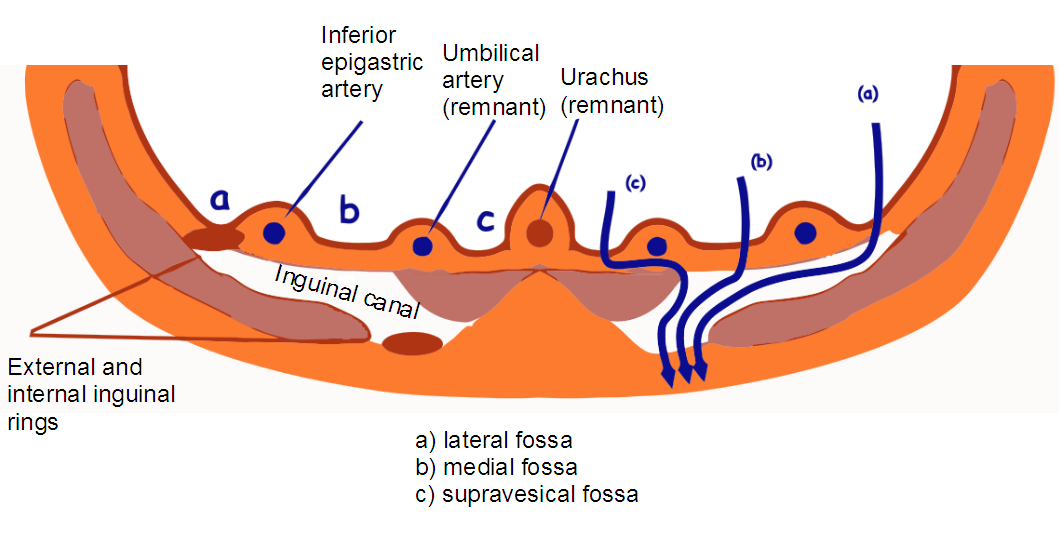
Попеерчний зріз передньої брюшньої стінки зі слабкими місцями, де формуються пахові грижі

Виділяють вроджені (hernia congenitalis) і набуті пахвинні грижі (hernia aegvisita). Вроджені виникають внаслідок патологій внутрішньоутробного розвитку, набуті зазвичай проявляються після епізодів значного підвищення тиску в черевній порожнині, наприклад після підйому вантажів.
Вроджені пахвинні грижі спостерігаються у близько 5 % новонароджених.
Від місця грижового випинання пахвинні грижі поділяються на:
- Коса пахова грижа (hernia inguinalis externa s.obligua[2]). Коса пахова грижа спостерігається частіше (близько 60 % усіх пахових гриж).[4] Може бути вроджена або набута. Грижовий мішок виходить через бічну[1] (латеральну[4]) пахову ямку, послідовно проходить через глибоке пахвинне кільце, пахвинний канал (в товщі сім'яного канатику під зовнішньою сім'яною фасцією), далі виходить скрізь поверхневе пахове кільце та може опускатися в мошонку (пахвинно-мошоночна (калиткова[2]) грижа)[4]. Вродженою косу пахвинну грижу вважають тоді, коли повністю або частково незарощений піхвовий відросток очеревини перетворюється на грижовий мішок.[4] У жінок коса пахова грижа проходить вздовж круглої зв'язки матки до статевих губ.[5]
- Пряма пахова грижа (hernia inguinalis interna s.directa[2]). Вважається, що бувають лише набуті[4]. Грижове випинання виходить через внутрішню (медіальну[1]) пахвинну ямку. Таке виходження внутрішніх органів у грижовому мішку, покритому поперечною фасцією, проходить через внутрішню пахвинну ямку поза сім'яним канатиком (медіальніше від канатика).[4] Одна з головних причин — слабкість зв'язок і м'язів передньої стінки живота. Пряма пахова грижа виникає зазвичай у літніх чоловіків, що пов'язано з атрофією м'язів та апоневрозу, внаслідок збільшення внутрішньочеревного тиску через збільшення сечового міхура при гіперплазії простати (у випадках хронічної затримки сечі) або внаслідок порушення кишкової евакуації. Часто пряма грижа є ковзною, тому що вона містить стінку сечового міхура.[4]
- Комбіновані: при поєднання прямих і косих пахвинних гриж.[2]

За клінічними ознаками грижі класифікуються:
- Вправимі. Грижовий вміст у горизонтальному положенні хворого вільно вправляється в черевну порожнину і знову виходить у вертикальному положенні, добре промацуються грижові ворота, наявний симптом «кашльового поштовху».[4]
- Невправимі. Ознак кишкової непрохідності немає, але грижовий вміст не вправляється, грижове кільце визначається нечітко або не визначається. Це зазвичай пов'язано з наявністю зрощень між грижовим вмістом та грижовим мішком.[4]
- Защемлені. Відбувається стискання внутрішніх органів у щемному кільці на рівні грижових воріт, що ускладнює вправлення вмісту грижового мішку у черевну порожнину. З'являється біль в ділянці грижі, можливі ознаки кишкової непрохідності. Найбільш небезпечним є порушення кровообігу з розвитком тромбозу судин, з подальшим (звичайно, через кілька годин) некрозом защемленого органу та перитонитом, що може призвести до загибелі хворого. Защемлені грижі є невідкладним станом, що потребує термінового (у найкоротший термін) оперативного лікування з метою запобігти небезпечних для життя ускладнень.[4]

Грижа Купера (A.P.Сooper) — вроджена пахова грижа, мішок якої складається із двох камер, які вгорнуті одна в одну.
Пахово-калиткові грижі — це найчастіше косі пахові грижі, грижовий мішечок яких опускається в калитку. При пахово-калитковій грижі яєчко пальпується в глибині калитки чи збоку грижі.

## Клінічна картина

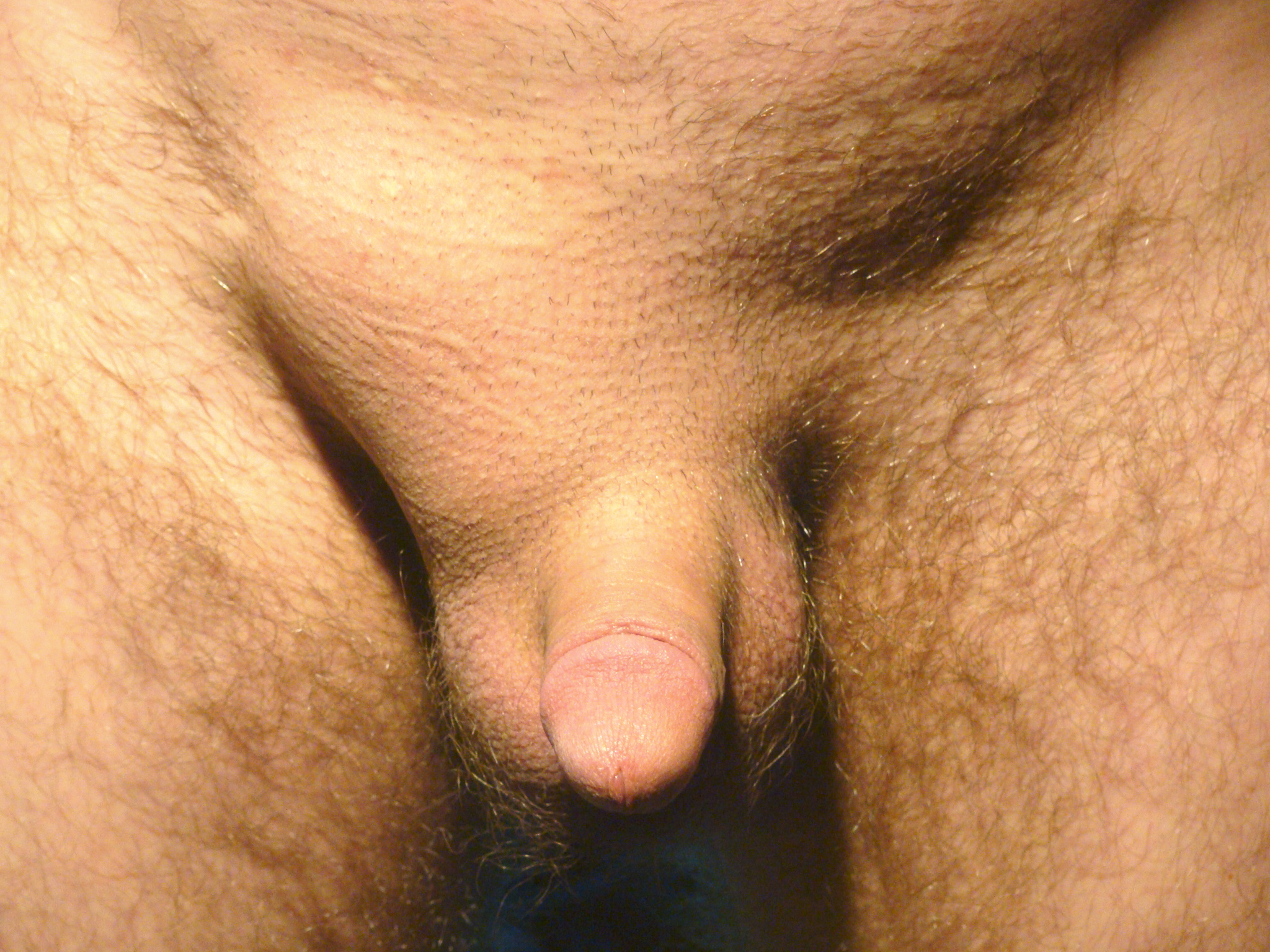
Правостороння пахова грижа (вигляд без волосся)

При неускладнених пахвинних грижах, пацієнт скаржиться на наявність пухлиноподібного випинання в пахвинній області і болі різної інтенсивності, особливо при фізичному навантаженні. Самостійне зникнення випинання (або його вправлення) та поява з кашлем (симптом «кашльового поштовху»)—об'єктивна ознака наявності грижі. Другою об'єктивною ознакою пахової грижі є розширене зовнішне пахове кільце та відчуття «кашльового поштовху» при досліджені пахового канала.
Симптоми пахової грижі можуть включати відчуття печіння або пощипування в паху. Ці відчуття можуть поширюватися в мошонку або вниз по нозі. Важливо провести ретельний медичний огляд та анамнез, щоб виключити інші причини болю в паху.
При защемленій пахвинній грижі спостерігаються наступні клінічні симптоми:[джерело?]
- раптовий початок;
- грижа самостійно не вправляється;
- різкий біль, що поступово посилюється;
- нудота, гикавка, багаторазове болісне блювання;
- затримка випорожнень і газів;
- важкий стан хворого;
- напруга, болючість грижового випинання;

Клініка ущімлення кишки в грижовому мішку є класичним прикладом странгуляційної кишкової непрохідності і супроводжується тяжкою інтоксикацією. При цьому виникають сильні болі в ділянці грижі, що іноді супроводжуються шоком. Болі можуть бути нерізкими, тупими. Іррадіація їх різна. Болі не є адекватними змінам у кишці і при некрозі її можуть навіть слабшати. Важливою ознакою защімлення грижі є її невправимість. Грижа стає напруженою, збільшеною в обсязі, різко болючої при пальпації. Часто спостерігається блювання, спочатку шлунковим вмістом, потім жовчю, а потім блювота стає калоподібною. Припиняється відходження калу та газів, і створюється картина непрохідності кишки з метеоризмом та видимою кишковою перистальтикою. Утиск стінки сечового міхура викликає дизуричні явища. Із загальних симптомів при защелені грижи відзначається слабкий і частий пульс, похолодання кінцівок, іноді затьмарення свідомості, марення, ціаноз, сухиї язик, висока температура тіла.
Наявність даних клінічних симптомів є показанням до екстреного оперативного втручання.

## Діагностика

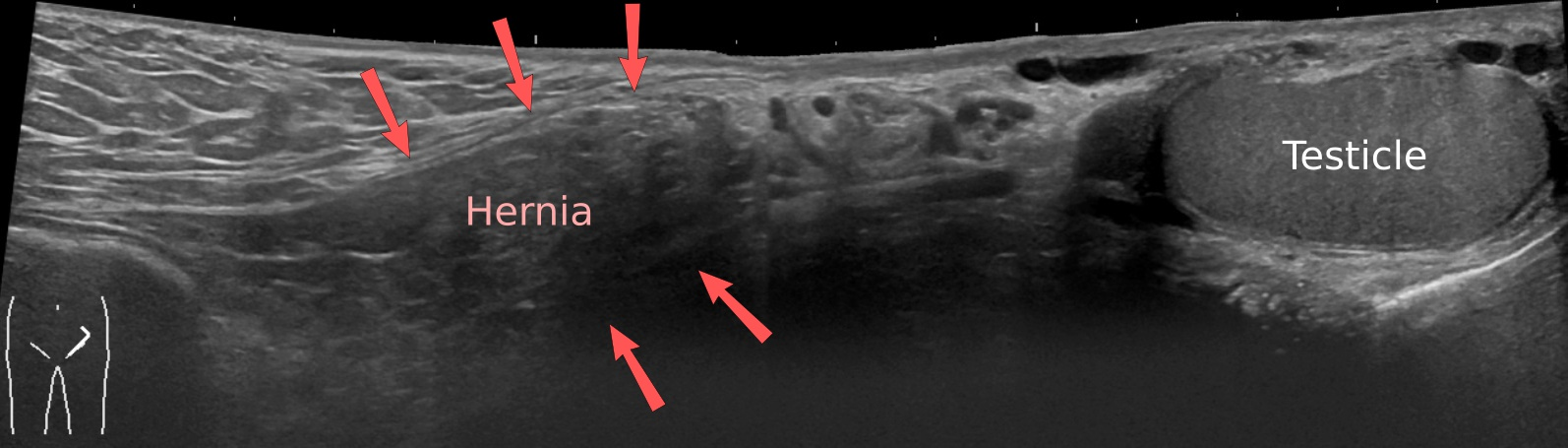
Коса пахова грижа на УЗД

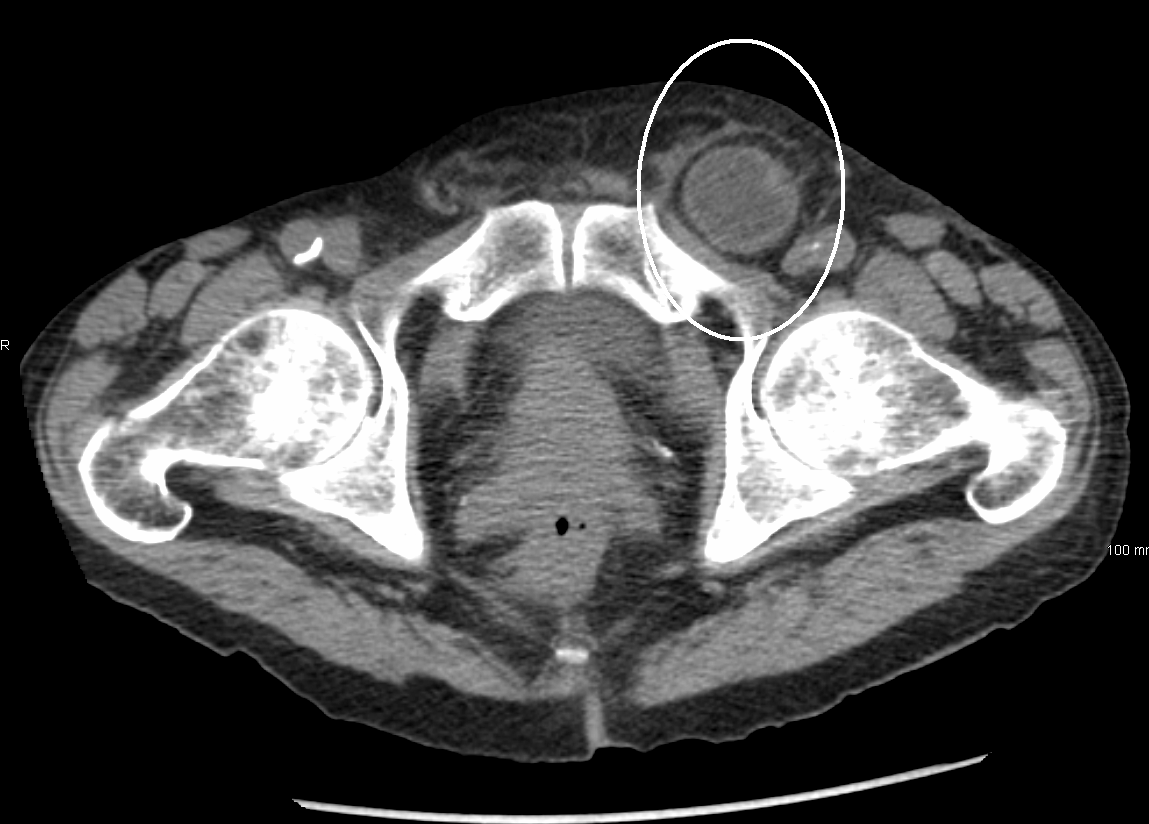
Пахова грижа на КТ

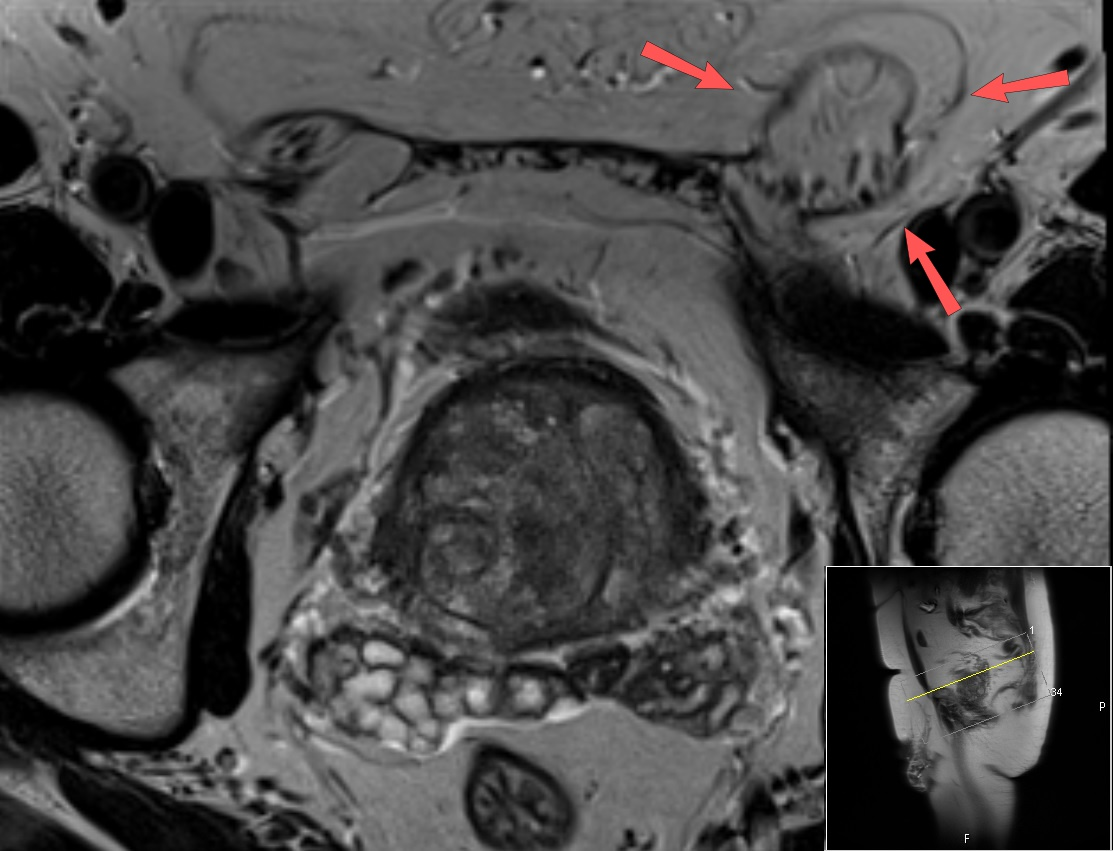
Пахова грижа на МРТ

Для діагностики пахової грижі важливий правильний медичний огляд. Фізичне обстеження є найкращим способом діагностики грижі. Обстеження краще проводити, коли пацієнт стоїть. Спочатку проводиться візуальний огляд пахової області, щоб виключити явні опуклості або асиметрію в паху або калитці. Далі лікар пальпує пах і калитку, щоб виявити наявність грижі. В останню чергу закінчують пальпацію пахового каналу. Лікар пальпує мошонку в напрямку зовнішнього пахового кільця. Потім пацієнту пропонують відкашлятися або виконати маневр Вальсальви. Якщо є грижа, лікар зможе пропальпувати випинання, яке рухається всередину та назовні, коли пацієнт збільшує внутрішньочеревний тиск через кашель або Вальсальву. Обстеження контралатеральної сторони має важливе значення, оскільки це дає клініцисту можливість порівняти праву сторону з лівою на предмет симетрії та/або аномалій. Під час огляду не обов'язково відрізнити непряму від прямої грижі, оскільки хірургічне втручання однакове для обох типів гриж. Стегнова грижа повинна прощупуватися нижче пахової зв'язки і збоку від лобкового горбка. Стегнову грижу можна легко не помітити у пацієнта з ожирінням.
Дослідження поверхневого пахвинного кільця у жінок значно складніше, ніж у чоловіків, і вдається лише при в'ялій шкірі і значному розширенні поверхневого пахвинного кільця.
Коли зовнішній вигляд тіла обмежує фізичне обстеження, тоді може бути виправданим ультразвукове дослідження (УЗД), комп'ютерна томографію (КТ) і магнітно-резонансна томографію (МРТ).
Ультразвукове дослідження є найменш інвазивним методом, але воно значною мірою залежить від кваліфікації лікаря. Обстеження повинно проводитися з методом Вальсальви для підвищення внутрішньочеревного тиску. УЗД дозволяє виявити пахову грижу з чутливістю 86 % і специфічністю 77 %. Ультразвукове дослідження не слід використовувати для підтвердження діагнозу, оскільки інтерпретація результатів пахвинного дослідження є складною, а помилкові позитивні результати надто часті. Проте, ультразвукове дослідження може бути використане для виключення тестикулярних змін.
Комп'ютерна томографія може краще окреслити анатомію паху та допомогти виявити іншу етіологію утворення паху або випадки ускладнених гриж. КТ дозволяє виявити пахові грижі з чутливістю 80 % і специфічністю 65 %.
МРТ має чутливість 95 % і специфічність 96 % при виявленні пахової грижі. Однак МРТ є дорогим і рідко використовується для діагностики пахової грижі через обмежений доступ. Якщо є показання, МРТ можна використовувати, щоб допомогти в диференціації травм, пов'язаних із спортом, і пахових гриж.

## Дифіренціальна діагностика
Диференціальну діагностику паховоє грижі проводять з наступними захворюваннями:
- Стегнова грижа. Розміщується під паховою зв'язкою.[2]
- Ліпома. Як правило лежить латеральніше від підшкірного пахового кільця і не продовжується в черевну порожнину.[2]
- Пухлини і запалення лімфатичних вузлів. Лімфатичні вузли при пальпації щільні, не змінюють своєї форми при напружуванні та кашлі.[2]
- Водянка оболонок яєчка і сім'яного канатика. Чітко відмежована в ділянці зовнішнього пахового кільця, не вправляється і черевну порожнину, не змінюється при напруженні та кашлі.[2]
- Натічний абсцес. Більш латерально розшташований відносно зовнішнього пахового кільця, наявність флюктуації та не змінює розміри при навантаженні та кашлі.[2]

## Лікування

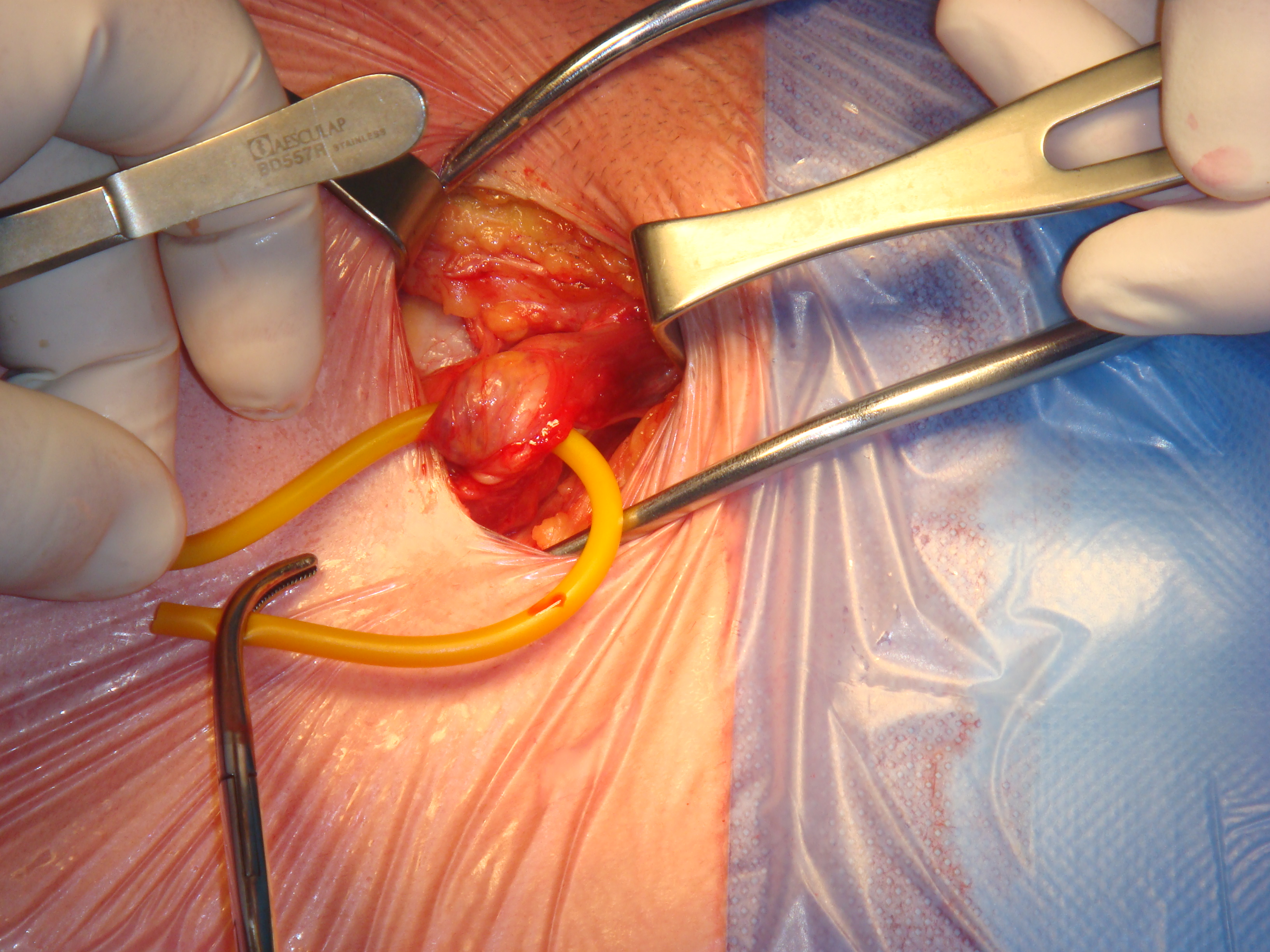
Відкрита операція при паховій грижі. На держалці -пахова грижа в складі сім'яного канатика

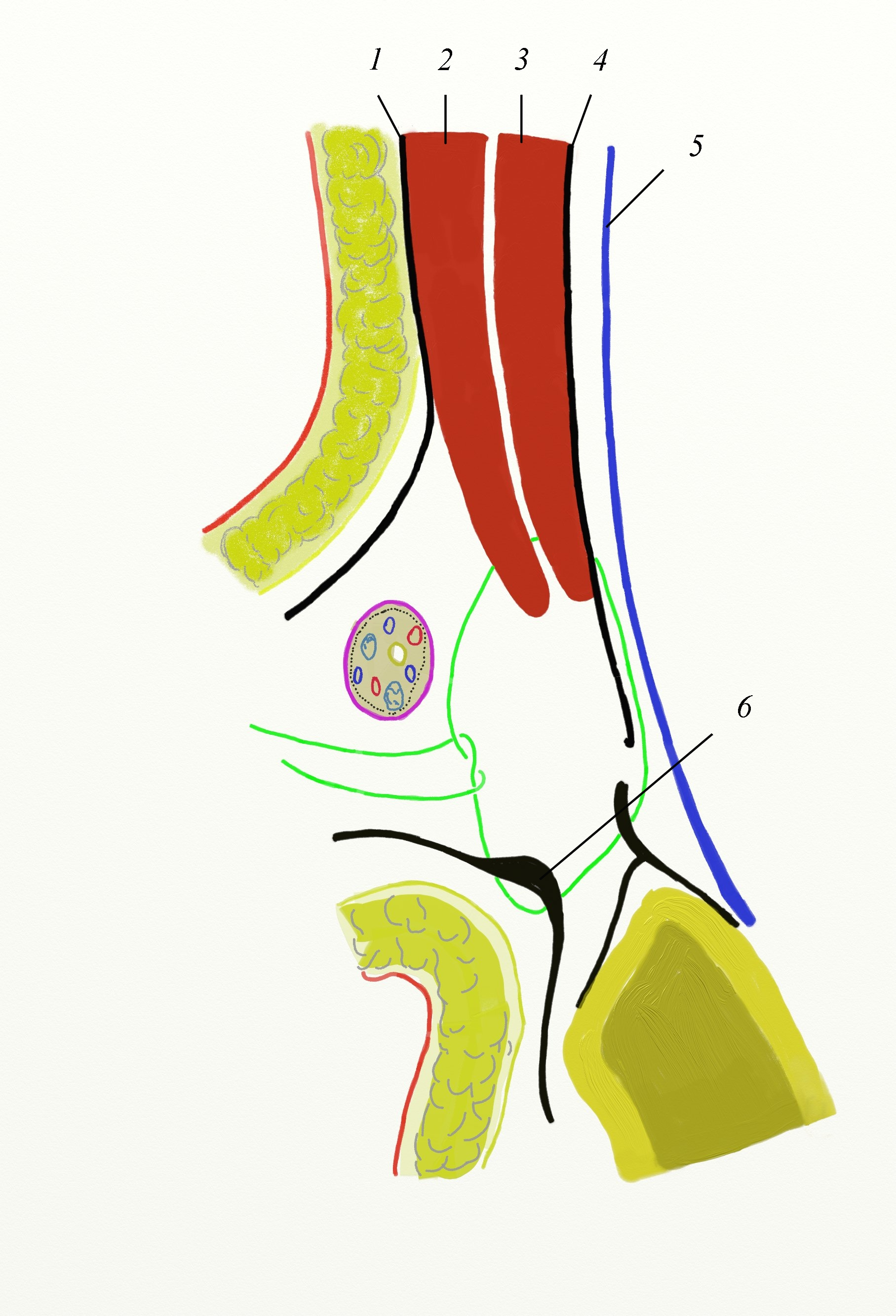
Герніопластика по Бассіні. Перший шов. 1.Апоневроз зовнішнього косого м'яза; 2.Внутрішній косий м'яз; 3.Поперечний м'яз; 4.Поперечна фасція; 5.Очеревина; 6.Пахова зв'язка

Хірургічне лікування слід призначати, якщо:
- грижа болюча і негативно впливає на якість життєдіяльності (слід зазначити, що пахвинні грижі можуть бути болючими впродовж декількох тижнів відразу після розвитку, але часто стають безсимптомними або спричиняють лише кілька симптомів після появи. Тому направлення на операцію не дають на ранній стадії);[5]
- грижа спричиняє дискомфорт через свої великі розміри;[5]
- є підозра на стегнову грижу;[5]

Хірургічне втручання є остаточним методом лікуванням пахової грижі. Як правило, всі симптоматичні пахові грижі слід вправляти, коли це можливо.
Хірургічне лікування мінімально симптоматичної пахвинної грижі можна безпечно відкласти і виконати тільки при загостренні симптомів.
Для позначення етапів оперативних втручань при пахових грижах використовують наступні терміни:
- Герніопластика — хірургічні методи закриття грижових воріт.[1]
- Герніорафія– хірургічний спосіб зашивання грижових воріт.[1]

Існує безліч різних методик пластики грижі з різними профілями ускладнень і рецидивів.
Лікування пахвинних гриж включає хірургічне усунення та зміцнення дефекту в черевній стінці. Закриття грижового дефекту і відновлення цілісності черевної стінки може проводитися за допомогою місцевих тканин — апоневрозу (герніопластики власними тканинами) або синтетичного протеза (герніопластики з установкою сітчастого протеза).
На сьогоднішній день в хірургії все частіше використовуються ненатяжний метод пластики пахвинних гриж з використанням сітчастого трансплантата. При цьому грижові ворота зсередини зміцнюються спеціальною поліпропіленовою сіткою, яка в подальшому служить каркасом для проростання сполучної тканини і перешкоджає виходженню внутрішніх органів. Ненатяжна герніопластика зменшує ймовірність рецидиву пахвинної грижі.
Лікування пахвинних гриж також може проводитись лапароскопічним способом.

### Відкриті оперативні втручання
У відкритих операціях виділяють наступні етапи:
1. доступ до пахвинного каналу;
2. виділення з навколишніх тканин і видалення грижового мішка;
3. ушивання пахвинного кільця до нормального розміру при його розширення або руйнуванні;
4. пластика пахвинного каналу

#### Класичні способи
Тканинна герніопластика — це пластика, при якій грижовий дефект закривається нативною тканиною без використання спеціальної сітки-протеза. Ці операції застосовуються при контамінації операційного поля або в екстрених операціях, коли життєздатність грижового вмісту є під питанням.
Усі класичні способи пластики пахвинного каналу при пахвинних грижах можна об'єднати у дві великі групи:
1. укріплення передньої стінки пахвинного каналу при косих пахвинних грижах з розсіченням апоневрозу зовнішнього косого м'яза без переміщення сім'яного канатика (способи Мартинова, Жирара, Спасокукоцького та ін.);[4]
2. укріплення задньої стінки пахвинного каналу при прямих пахвинних грижах із розсіченням апоневрозу зовнішнього косого м'яза та переміщенням сім'яного канатика (спосби Бассіні, Кукуджанова та ін.)[4]

В медичній літературі, також описані способи герніорафії та герніопластики — Постемського, Нестеренко, Ру, Черні, Боброва, Вольфлера, Кримова, Феррарі, Праксіна, Перраса, Ендрюса, Гаккенбруха, Биховського, Тимофеєва, Леві, Цімермана, Віклі, Кіршнера, Барнова.
Виділяють 3 основні способи первинного відновлення тканин — Бассіні, Шолдайс і МакВей. У Shouldice найнижча частота рецидивів, коли досвідчені хірурги виконують відновлення тканин. McVay — єдина техніка, яку можна використовувати для лікування стегнової грижі. Усі хірурги повинні добре розуміти технічні аспекти цих операцій, оскільки пластика місцевими тканинами, ймовірно, буде єдиним варіантом у випадку мікробного забруднення.
Однак, протезування є кращим, ніж відновлення нативної тканини через меншу частоту рецидивів.

#### Герніопластика із сітчатим протезом

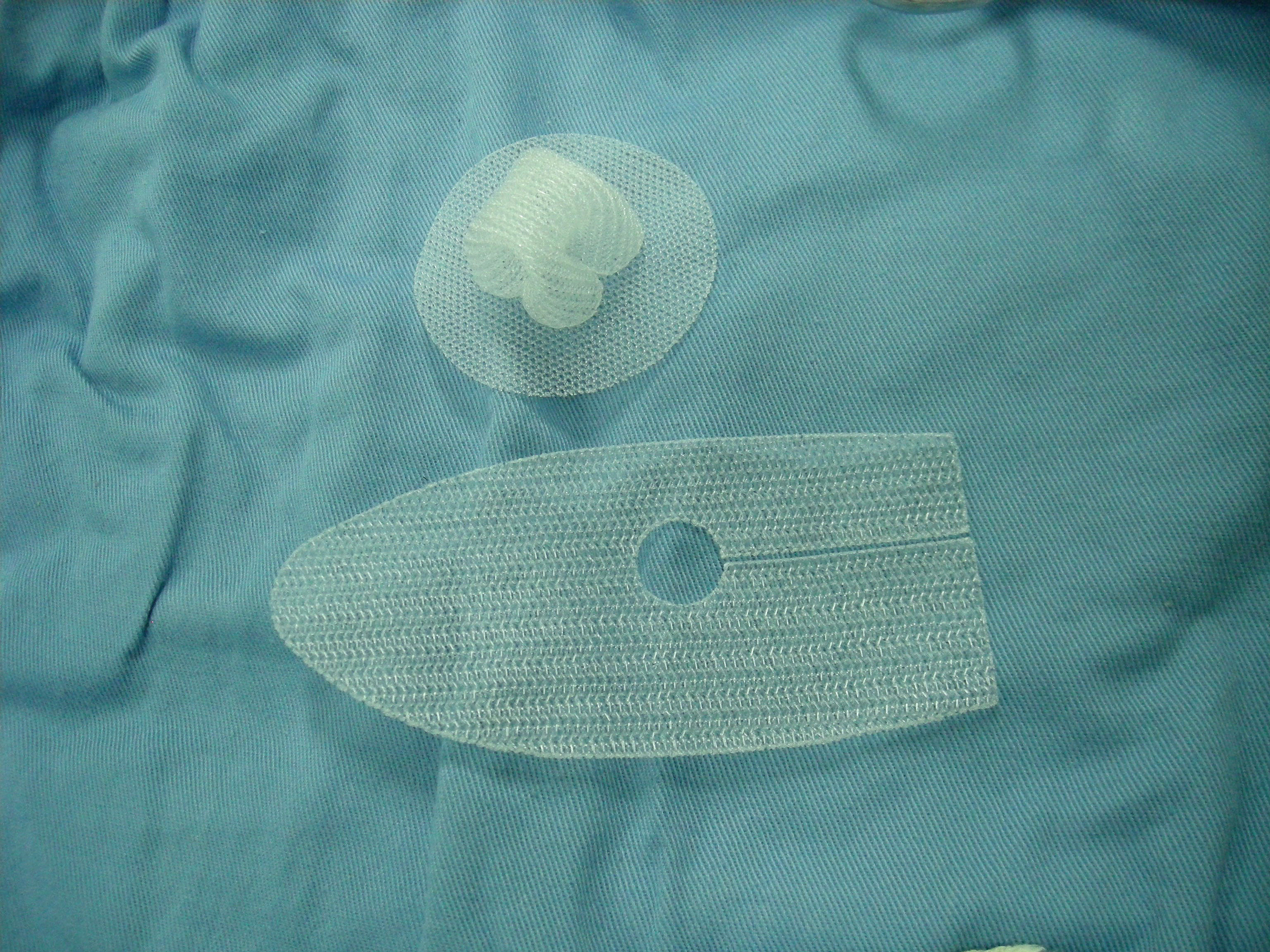
Сітчатий протез для герніопластики

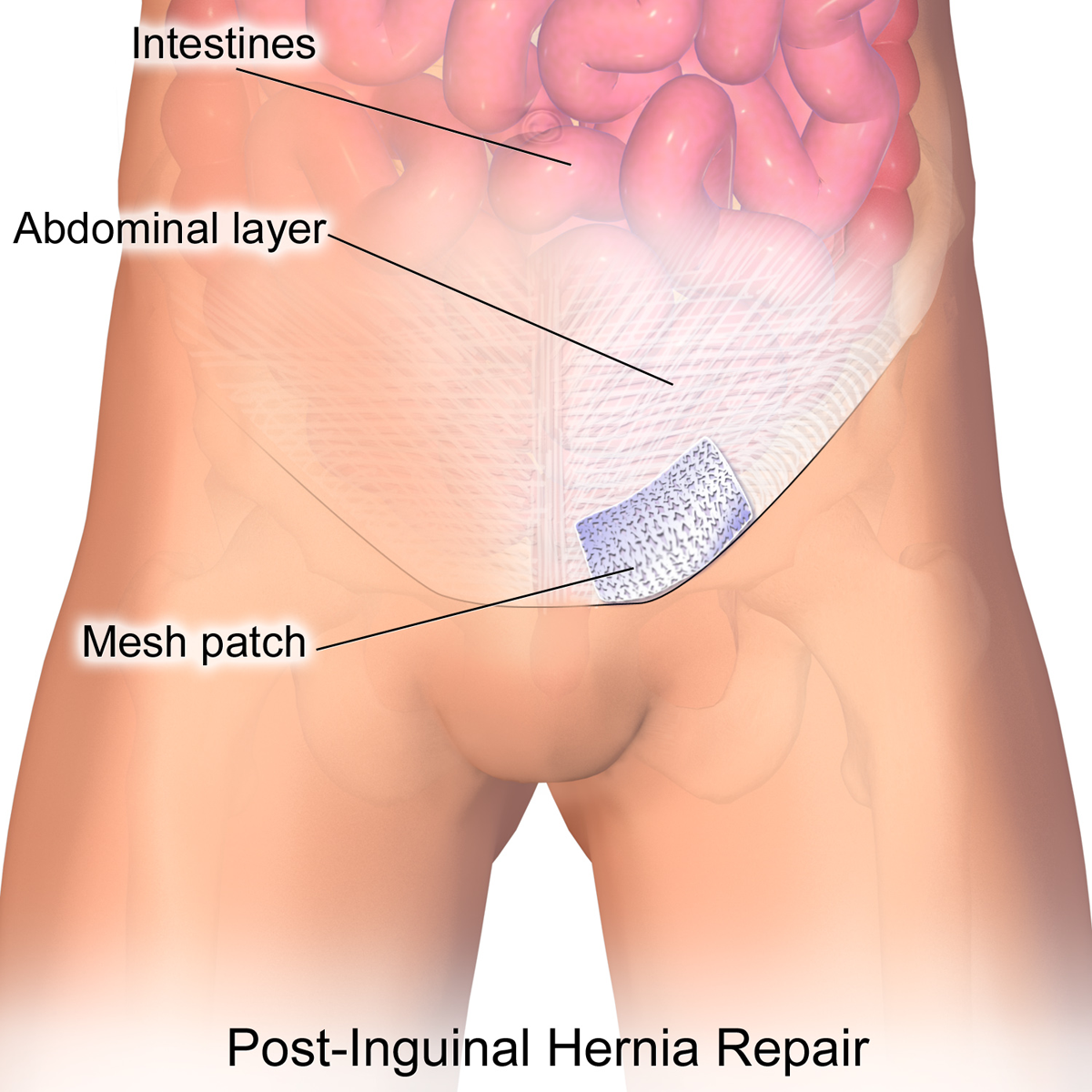
Герніопластика сітчатим протезом

Герніпластика сітчатим протезом є методом герніопластики без натягу тканин. Таким чином, вона має нижчу частоту рецидивів грижі порівняно з пластикою місцевими тканинами. Наразі герніопластика по Ліхтенштейну є найпопулярнішим і найчастіше використовуваним методом у всьому світі. Для такої операції використовуют спеціальний сітчатий протез (система Prolene Hernia System (PHS). Пластика сітчатим протезом протипоказана при забрудненому операційному полі через високу вірогідність інфекційних ускладнень.

##### Опис операції— герніпопластика по Ліхтенштейну
Після видалення грижового мішку сім'яний канатик відсепаровується на всьому протязі від навколишніх тканин, відводиться тримачем. Далі беруть сітчатий імплантат з поліпропілену (до 8/6 см розміром) і в одному з його кінців роблять невеличкий розріз, так що формують дві бранші з довжиною близько 2 см. Сітку закладають під сім'яний канатик та фіксують безперервним швом (або вузловими швами, тітановими скобками тощо) спочатку до зовнішнього краю піхви прямого м'язу живота униз до горбку лобкової кістки. Потім тією ж ниткою фіксують до куперової та пахвинної зв'язок дещо латеральніше внутрішнього пахвинного кільця. Верхній край сітки підшивають до внутрішнього косого та поперечного м'язів. Після цього перехріщують обидва бранші протезу навколо сім'яного канатику і зшивають між собою, зміцнюючи внутрішній отвір пахвинного каналу. Далі формують передню стінку пахвинного каналу зшиванням «край до краю» апоневрозу зовнішнього косого м'язу живота.

### Лапароскопічна герніопластика

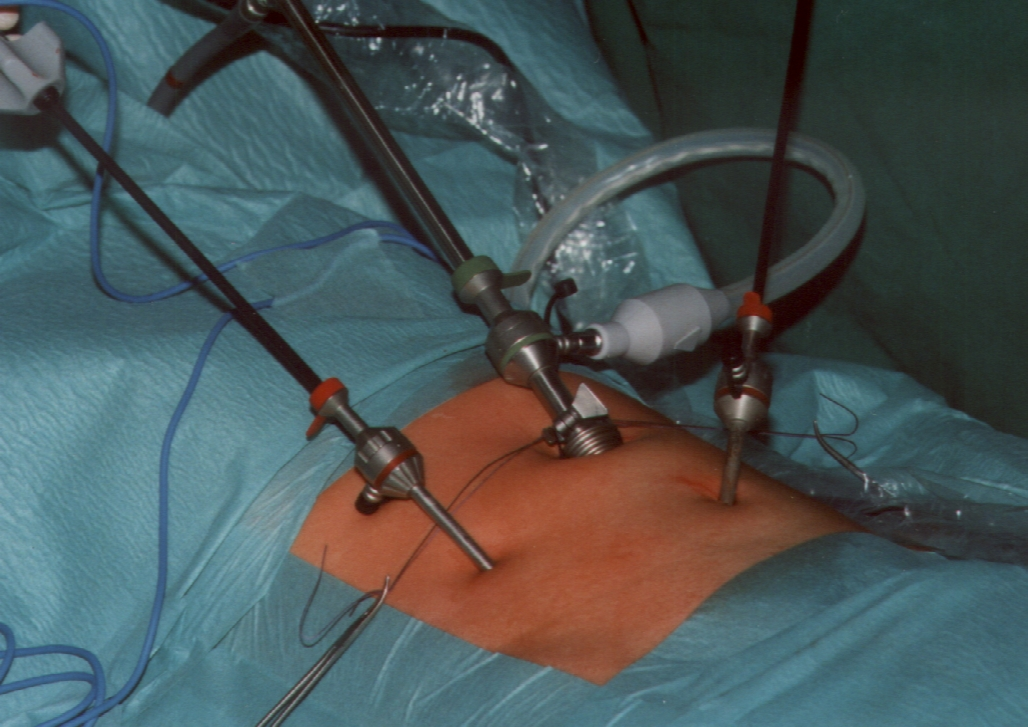
Розташування портів при лапараскопічній герніопластиці

Лапароскопічні операції порівняно з відкритими мають еквівалентну частоту рецидивів. Показано, що лапароскопічний підхід зменшує післяопераційний біль і пацієнти можуть швидше повернутися до нормальної діяльності порівняно з відкритим методом. Однак лапароскопічне втручання пов'язане з вищими оперативними витратами, і технічної кваліфікації лікарю може бути важко досягти. Деякі дослідження показують, що хірургу, щоб досягти оптимальної кваліфікації, потрібно зробити 250 лапароскопічних операцій з грижі.

#### Трансабдомінальна передочеревинна герніопластика (ТАPP)
Трансабдомінальна передочеревинна герніопластика (англ. Transabdominal preperitoneal inguinal hernia repair, скор. англ. TAPP) — це техніка, при якій грижа вправляється через внутрішньоочеревинний доступ. TAPP може бути корисним для двосторонньої пластики грижі, великих дефектів грижі та рецидиву після відкритої пластики. За допомогою цього підходу можна розмістити велику сітку, яка покриває прямий, непрямий і стегновий простір. Недоліком цього підходу є ускладнення для інших інтраперитонеальних органів і структур. Пацієнт повинен бути здатний переносити пневмоперитонеум для лапароскопічних доступів.

#### Тотальна екстраперитонеальна герніопластика (TEP)
Лапароскопічна тотальна екстраперитонеальна герніопластика (англ. Totally extraperitoneal groin hernia repair, скор.англ. TEP) — це техніка, при якій вправлення грижі завершується без внутрішньоочеревинної інфільтрації. Це мінімізує ризики пошкодження внутрішньоочеревинних органів і структур у порівнянні з методом TAPP. Процедура ТЕР також дозволяє уникнути внутрішньоочеревинних спайок після попередньої операції, що робить розтин швидшим і легшим. Недоліком процедури ТЕP є те, що хірург обмежений у просторі під час розтину. Візуалізація навколишньої анатомії обмежена порівняно з методом TAPP. Якщо під час процедури порушується очеревина, то може бути виправданим перехід на ТАРР.

### Грижосічення при защемлених пахвинних грижах
Грижосічення при защемлених пахвинних грижах включає наступні моменти. Пацієнти із защемленими грижами потребують термінової операції. Насильне вправлення грижі в цих випадках неприпустиме через небезпеку вправлення в черевну порожнину нежиттєздатних змертвілих органів. У разі защемлення грижі спочатку розрізають грижовий мішок. І лише після розкриття грижового мішка і фіксації пальцями защемленого органа розсікають защемлююче кільце, частково виводячи в рану защемлений орган для вирішення питання про його життєздатність. Ознаками життєдіяльності кишки є нормальний колір, блискучий вигляд, виражена перистальтика, пульсація судин брижі. Якщо ж кишка має синьо-багровий колір, не скорочується і судини її брижіне пульсують, вона не життєздатна.
Для вирішення питання про життєздатність кишки її на 20-30 хвилин обгортають серветками, змоченими теплим фізіологічним розчином. Якщо ознак життєздатності кишки немає, її резектують і накладають міжкишковий анастомоз. Після перев'язування, відсічення та занурення кукси грижового мішка пластику грижових воріт проводять одним із традиційних способів.

## Ускладнення
1. Некроз та нагноєння[джерело?]
2. ГКН[джерело?]
3. Защемлення:[джерело?]

- ретроградне — зворотне обмеження трьох і більше петель тонкої кишки у вигляді букв «V» або «W», причому петлі, що знаходяться в грижовому мішку, можуть бути життєздатними, а проміжні, що знаходяться в черевній порожнині, некротизуються.
- пристінкове защемлення — защемлюється частина стінки кишки, розташована протилежно брижі. Спостерігається при стегнових, пахвинних грижах.
- хибне (уявне, помилкове) защемлення — при гострому перитоніті вміст черевної порожнини надходить в грижової мішок і в ньому розвивається запалення. Грижа, раніше вправима, стає невправимою. З'являється біль в області грижового мішка.

До найросповсюдженіших помилок і ускладнень при хірургічному лікуванні відносяться:[джерело?]
- поранення стегнових судин під час прошивання пахвинної зв'язки;
- ушкодження компонентів сім'яного канатика під час виділення грижового мішка;
- захоплення в шов клубово-підчеревного та клібово пахвинного нервів, що спричинює сильний післяопераційний біль;
- стискання сім'яного канатика в заново сформованому поверхневому або глибокому пахвинному кільці з подільшим виникненням набряку, а згодом—некрозом яєчка;
- рецидив гриж у разі неправильно виконаної пластики пахвинного каналу або порушення післяопераційного режиму та реабілітації.

## Прогноз
Прогноз захворювання відносно сприятливий: при своєчасному оперативному лікуванні захворювання повністю усувається, працездатність відновлюється.[джерело?]
Незважаючи на великий досвід хірургів в операціях на органах черевної порожнини, число рецидивів після втручань з приводу гриж черевної стінки за останні десятиліття не має тенденції до зниження. Не зменшується і кількість післяопераційних гриж, особливо після операцій на шлунку, жовчних шляхах, з приводу деструктивних апендицитів, а також після гінекологічних та урологічних втручань.
Причиною рецидивів і розвитку післяопераційних гриж є перш за все недооцінка при операції анатомо-топографічних ознак, що складуються при виникненні грижового випинання і подальшого його розвитку. Ці нові анатомічні ознаки і є тією хірургічної анатомією гриж, від знання якої залежать в значній мірі результати хірургічного лікування. Це положення можна ілюструвати істотними відмінностями хірургічної анатомії косих і прямих пахових гриж, при яких можуть бути ефективними тільки методи оперування, що враховують ці відмінності.[джерело?]